# Brede aardtong
De brede aardtong (Geoglossum cookeanum) is een schimmel behorend tot de familie Geoglossaceae. Hij komt vooral voor in bemoste, zandige graslanden, vaak in duinvalleien of aan de randen van dennenbossen aan de kust. Ook komt hij voor in open wegbermen en soms loofbossen op voedselrijke bodems. De steel van deze aardtong is ruw en fijnwrattig.

## Kenmerken
Het vormt slanke, zwarte kussentjes, 3-7 cm hoog en zijdelings afgeplat of met een longitudinale groef. Ze bestaan uit een vruchtbaar deel (kop) en een cilindrische steel. Het knotsachtige vruchtbare deel vormt 50-70% van de onderstam en is enigszins ruw.
De asci zijn cilindrisch en meten 140-180 × 16-18 µm. Ze zijn tamelijk dikwandig en bevatten acht sporen. De ascosporen zijn langwerpig cilindrisch tot spoelvormig met een scherpe basis en een afgeronde top. Ze zijn glad, redelijk dikwandig, 6-7 septaat en meten 55-90 × 5-7 µm. De parafysen 2-3 µm in diameter en iets voorbij de asci-uiteinden stekend. niet gebogen of opgerold aan de top; basisgedeelte hyaliene en bovenste delen bleek tot middenbruin met dikkere wanden en steeds nauwer septerend naar de uiteinden, die een keten van cellen met een diameter van 4 tot 6 µm vormen.

## Verspreiding
De brede aardtong komt komt met name voor in Europa. Hij is in Nederland een vrij algemene soort. Hij staat op de rode lijst in de categorie "Kwetsbaar".

## Foto's

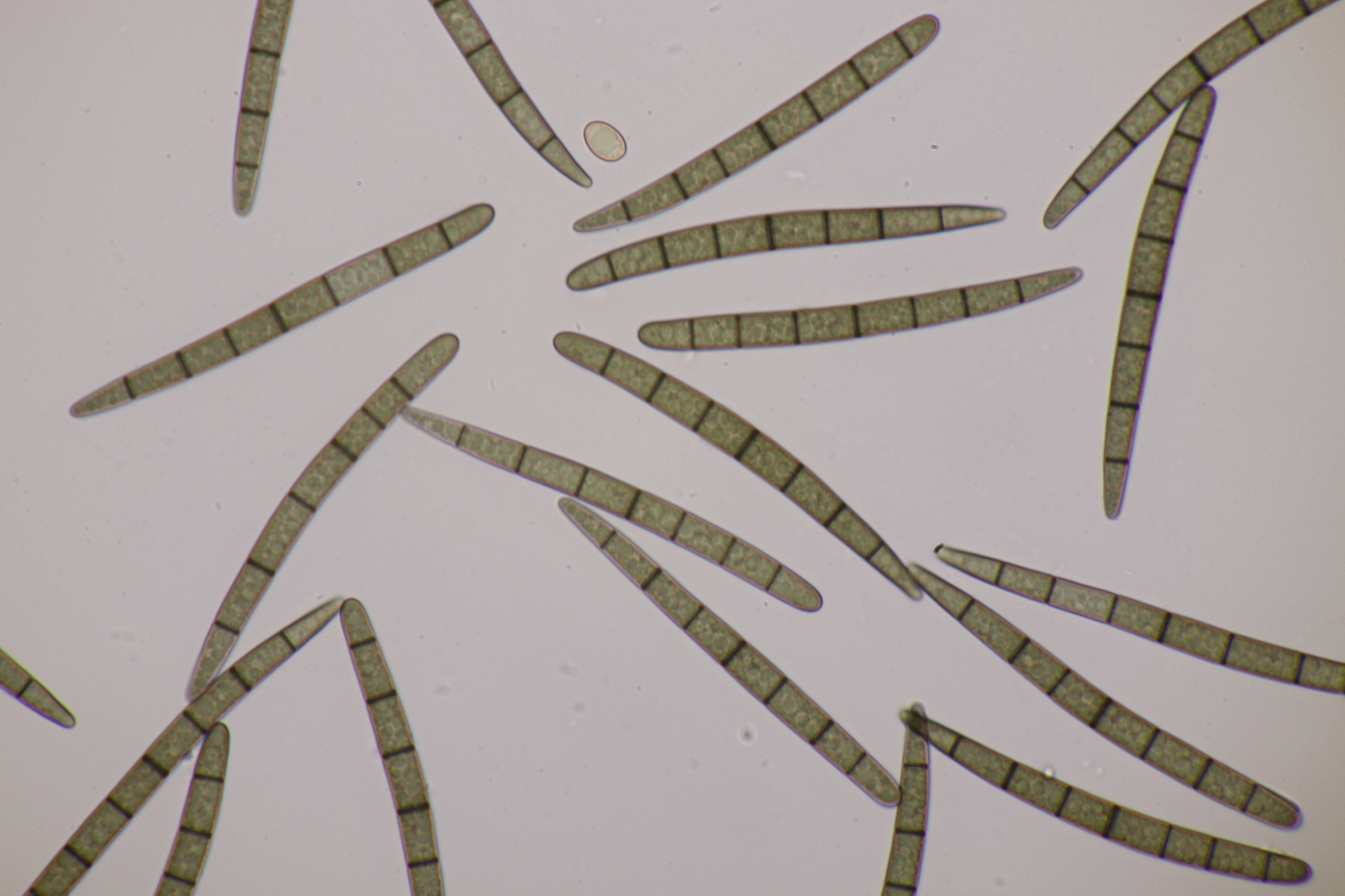
Ascosporen
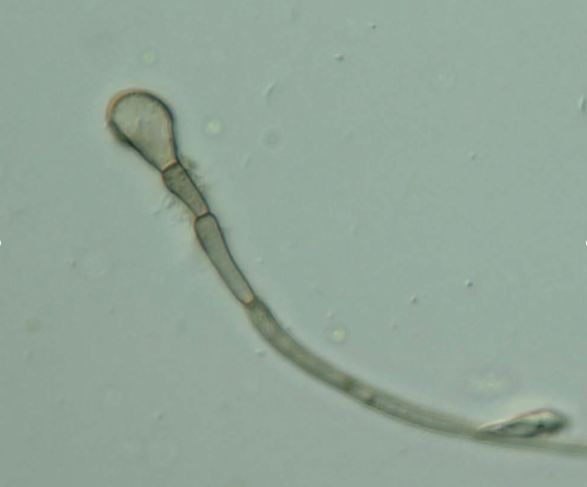
Parafyse, gesepteerd en kopvormig
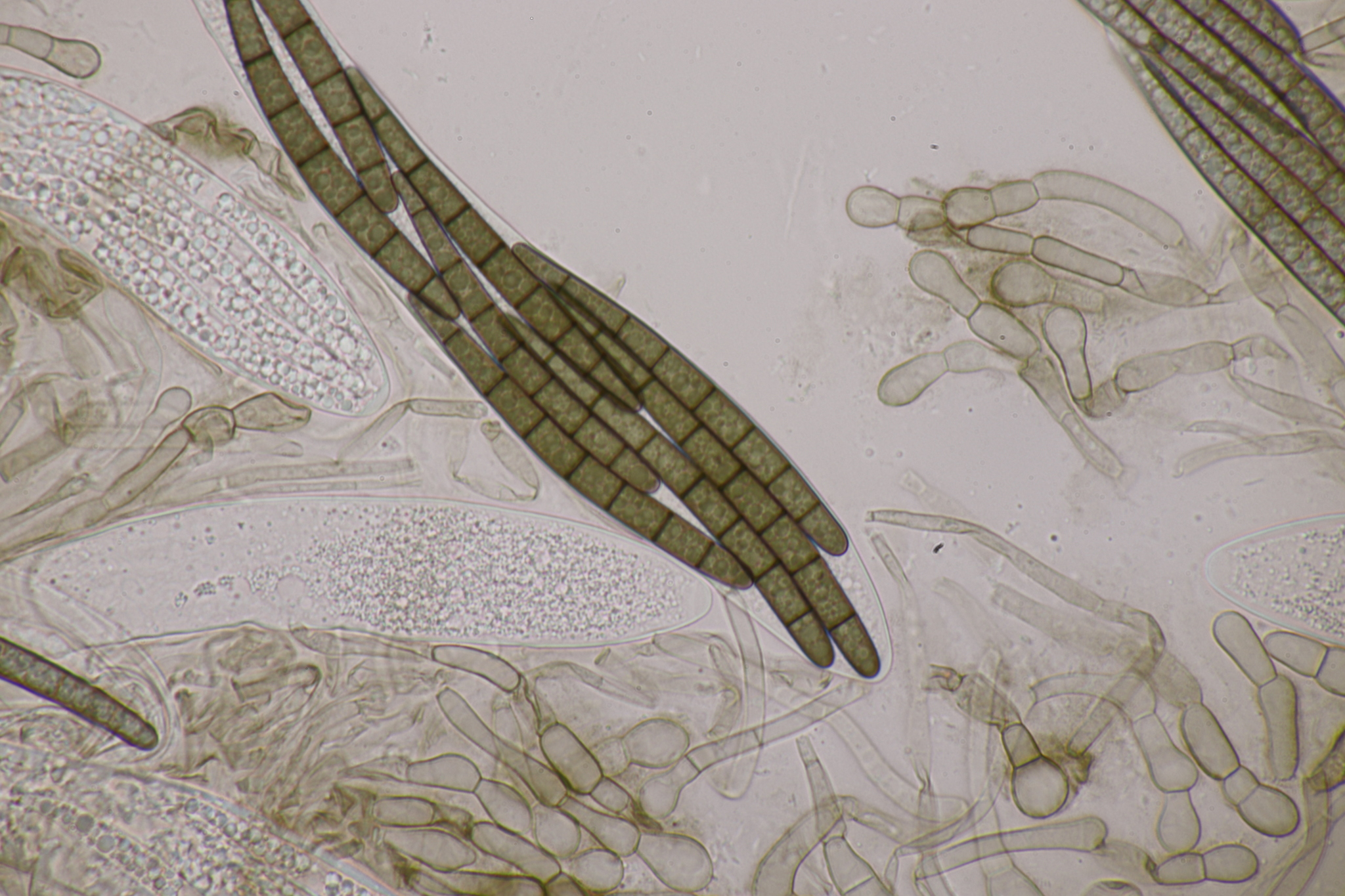
Acus met 8 sporen